# Micheil Meschi
Micheil Meschi, gruzínsky მიხეილ მესხი, rusky Михаил Месхи (12. leden 1937, Tbilisi – 22. duben 1991, Tbilisi) byl sovětský fotbalista gruzínské národnosti. Nastupoval především na postu útočníka.
Se sovětskou reprezentací vyhrál první mistrovství Evropy roku 1960 (tehdy nazývané Pohár národů). Zúčastnil se rovněž světového šampionátu v Chile roku 1962. V národním týmu působil v letech 1959–1966 a nastoupil k 35 zápasům, v nichž vstřelil 4 branky.
Takřka celou kariéru (1954–1969) strávil v Dinamu Tbilisi. Roku 1964 se s ním stal mistrem Sovětského svazu.